# Иаков Маркович
Иаков Маркович — галицкий дворский, боярин.
В 1243—1244 годах был послан Даниилом и Васильком Романовичами с очень ещё тогда молодым Львом Даниловичем против венгров и Ростислава Михайловича, который разбил его на реке Сечнице.
В те же годы Иаков участвовал в войне Романовичей с Литвой, а в 1245 году вместе с Даниилом участвовал в битве против венгров и поляков под стенами Ярослава (Ипатьевская летопись).